# Francisco Javier Vélez
Francisco Javier Vélez (Medellín; 23 de julio de 1964) es un periodista y comentarista deportivo colombiano.

## Radio
Se inició en la radio Todelar Bogotá en 1988 y pronto pasó a ser comentarista director de la emisora local del desaparecido Grupo Radial Colombiano (hoy Colmundo Radio) en 1989 en Medellín. Regresó a Bogotá en 1990, como integrante del primer grupo deportivo de Radio Santa Fe que transmitió fútbol profesional desde el estadio El Campín. En 1992 llegó a Cali pasó a Todelar Cali. Después, Mario Alfonso Escobar lo llevó a RCN Antena 2, como comentarista, formando dupla con el narrador Jairo Aristizábal Ossa. Cuando Aristizábal dejó la narración, en 2002, fue reemplazado por Pepe Garzón.

## Televisión
En 2002 se presentó por varios años la sección deportiva en el noticiero del pacífico y en 2010 en Noti5 de Telepacífico. Hizo parte del grupo de Futbolmania RCN televisión en el mundial de Alemania 2006. En 2015 conductor del programa FOX Sports Radio Colombia; a la vez, es comentarista de diferentes eventos deportivos como la Copa Libertadores de América, la Copa Sudamericana, el Campeonato Sudamericano sub-17 y otros que transmitidos por FOX Sports hasta 2019. Actualmente es comentarista en ESPN.

## Transmisiones
- Mundial USA 1994
- Mundial Francia 1998
- Mundial Japón-Corea 2002
- Mundial Alemania 2006
- Mundial Sudáfrica 2010
- Mundial Brasil 2014
- Mundial Rusia 2018
- Copa Libertadores 1992-presente (Transmitió los equipos colombianos)
- Copa Conmebol 1996
- Copa Sudamericana 2002-2018
- Eliminatorias Sudamericanas 1993-presente
- Copa América 1993-presente
- Atlanta 1996
- Sídney 2000
- Atenas 2004
- Pekín 2008
- Londres 2012
- Río de Janeiro 2016
- Tokio 2020

A la vez, ha realizado el cubrimiento periodístico en múltiples eventos deportivos a nivel local.